# مملكة كاندي
مملكة كاندي هي ملكية مستقلة وُجدت على جزيرة سريلانكا، وتقع في القسمين الأوسط والشرقي من الجزيرة. نشأت مملكة كاندي في أواخر القرن الخامس عشر، واستمرت حتى أوائل القرن التاسع عشر.
في البداية، كانت كاندي مملكة عميلة لمملكة كوتي، ثم أسست نفسها تدريجيًا لتصبح قوة مستقلة وسط الاضطرابات التي سادت خلال القرنين السادس عشر والسابع عشر، فتحالفت مع عدة ممالك وخلال فترات زمنية مختلفة لضمان بقائها، مثل مملكة جفنا وسلالة مادوراي ناياك التي حكمت جنوب الهند ومملكة ستاواكا وسيلان الهولندية.
منذ تسعينيات القرن السادس عشر، كانت كاندي الكيان الأصلي المستقل والوحيد على جزيرة سريلانكا، واستطاعت النأي بنفسها عن القوى الاستعمارية الأوروبية عبر مزيج من تكتيكات الهجمات والانسحابات المتتالية (الكر والفر) والدبلوماسية، لكنها خضعت أخيرًا للحكم الاستعماري البريطاني عام 1818.
أُلحقت المملكة بالإمبراطورية البريطانية عندما تحوّلت إلى محمية إثر الاتفاقية الكاندية عام 1815، ثم خسرت استقلالها الذاتي كليًا إثر تمرد يوفا عام 1817.

## الجغرافيا والمناخ
تتموضع معظم أراضي مملكة كاندي في القسم الداخلي الجبلي والممتلئ بالغابات في سريلانكا، فكانت الممرات الجبلية تصل إلى العاصمة، ما وفر للمدافعين عن المدينة الكثير من الفرص لنصب الكمائن. كانت الطرق المؤدية للمدينة سرية، وكان نشر معلومات بخصوص تلك الطرق يودي بالمرء إلى الموت. أصبحت الكثير من الطرق داخل الهضبة غير سالكة خلال الموسم السنوي، وتفشت الملاريا بشدة. استخدمت القوات الكاندي الأرض لمصلحتها، فكانت تنخرط في حروب العصابات ضد القوى الغازية، وتخْلِي المراكز الحضرية الكبرى عندما تقترب قوات العدو –كان لهذا التكتيك أثر فعال جدًا خلال الحروب الكاندية. كان وصول مملكة كاندي إلى ميناء باتيكالوا متقطعًا، لذا لم تملك المملكة قوات بحرية تعتمد عليها لمنع الحضور البرتغالي والهولندي القوي في مناطق الأراضي المنخفضة.

## تاريخ

### التأسيس
على الأرجح أن مدينة سنكاداغالابورا وُجدت منذ أوائل منتصف القرن الرابع عشر خلال حكم فيكراماباهو الثالث لمملكة غامبولا (1357–1374). حكم ملوك كوتي سريلانكا الوسطى منذ أوائل القرن الخامس عشر حتى أواخر القرن السادس عشر، لكن كوتي ضعفت أمام التأثير البرتغالي على المنطقة، ونمت لتصبح مجال نفوذ مستقل وعاصمتها سنكاداغالابورا. عقب تدمير فيجيبا عام 1521، وتقسيم مملكة كوتي لاحقًا، سعت كاندي إلى تأكيد استقلالها، وبرزت بصفتها خصمًا خطيرًا للمالك الشرقية والجنوبية.

### البروز: 1521–1594
عقب تدمير فيجيبا عام 1521، انقسمت مملكة كوتي إلى ثلاث دول متصارعة –ستاواكا ورايغاما ومملكة كوتي التي يحكمها فوفانيكاباهو السابع. بقيت ستاواكا من بين تلك الدول الثلاث تحت القيادة الفعلية للملك مايادوني، وشكلت تهديدًا كبيرًا على استقلال الدولتين السابقتين. في عام 1552، سعى الكانديون إلى ضمان الحماية البرتغالية ضد ستاواكا، لكن جميع محاولات التحالف انتهت عام 1546 عندما غزت القوات البرتغالية والكوتية مملكة كاندي. أرسلت كاندي لاحقًا المساعدة لمملكة جفنا ضد البرتغاليين عام 1560.
تعرضت أراضي كاندي للغزو مرتين في سبعينيات وثمانينيات القرن السادس عشر، في البداية عام 1574 ولاحقًا عام 1581، على يد ملك ستاواكا راجاسينغ الأول. نجح راجاسينغ في إلحاق المملكة مباشرة –وهو الذي استطاع سابقًا إحراز النصر على البرتغالين في معركة موليريافا. هرب الملك الكاندي كاراليادّه كومارا باندارا (المعروف أيضًا باسم جايافيرا الثالث) شمالًا نحو مملكة جفنا بصحبة ابنته كوسوماسانا ديفي (التي تُعرف أيضًا باسم دونا كاثرينا) وزوجها ياماسنغه باندارا. تبنى كلاهما في نهاية المطاف التقاليد البرتغالية وتحولا إلى المسيحية، واتخذا اسمين مختلفين هما دونا كاثرينا ودون فيليبه على التوالي. في تلك الأثناء، استحوذ البرتغاليبون على المملكة الكاندية.
لاقت ستاواكا صعوبة في توطيد حكمها على كاندي. تمرّد فيراسوندرا موديانس، وهو نائب الملك في المنطقة، بعد فترة قصيرة من الغزو الأولي، وعلى الرغم من سحق ثورته في البداية، لكن تمردًا أخراً برز عام 1588. توحدت المقاومة في نهاية المطاف حول كونابو باندارا، وهو ابن فيراسوندرا، الذي هرب من المناطق والأراضي البرتغالية عقب مقتل والده على يد عملاء لراجاسينغ. بين عامي 1591 و1594، عاد كونابو إلى المنطقة واستحوذ على عرش كاندي متخذًا اسمًا جديدًا هو فيمالادارماساريا الأول، وتزوج من دونا كاثرينا. استطاع الملك الجديد تثبيت عرشه إثر الانتصارات التي حققها على مملكة ستاواكا والبرتغاليين (الذين احتلوا كاندي لمدة قصيرة عام 1592).
تغير الموقع الاستراتيجي في سريلانكا بشكل دراماتيكي تزامنًا مع صعود فيمالادارماساريا إلى السلطة. ففي الشمال، تخلّص البرتغاليون من الملك بوفيراجا باندارام، ملك جفنا، عام 1591، ونصبوا ابنه إتريمنّاسينكام ملكًا عميلًا. في عام 1594، توفي راجاسينغ الأول وتفككت مملكة ستاواكا. ظلت كاندي الكيان الأصلي الوحيد خارج نطاق النفوذ الأوروبي. في عام 1595، جلب فيمالاداراماسوريا بقايا السن المقدسة إلى كاندي –وهي رمز للسلطة الملكية والدينية لدى السنهاليين– ودخلت كاندي فترة طويلة من حرب الاستنزاف مع البرتغاليين، والتي بدأت بحملة دانتور.

### الاندماج والتفاعل مع الهولنديين: 1594–1739
استمرت الأعمال العدائية بين البرتغاليين والكانديين خلال عهد فيمالاداراماسوريا وما تبقى منه. ساعد الكانديون تمردًا قاده دومينغوس كوهيا ولاحقًا سيماو كوهيا، وهما من الرعايا السنهاليين لدى دارمبالا، بين عامي 1594 و1596. أدت غارة برتغالية قادها هذان الرجلان إلى احتلال بالين، لكن الخلافات بين جيوشهما المؤلفة من اللاسكارين –اللاسكارين هم السكان الأصليون الذين حاربوا في صف البرتغاليين– أجبرتهما على الانسحاب نحو الساحل.
بدأت العلاقات بين الجمهورية الهولندية والكانديين في الثاني من شهر يونيو عام 1602، عندما وصل المستكشف الهولندي يوريس فان سبيلبيرغن إلى سانتاموروتو على الساحل الشرقي لسريلانكا. في وقت لاحقٍ من ذاك العام، بعثت شركة الهند الشرقية الهولندية سبالت دي فيرت إلى كاندي سعيًا لإبرام معاهدة. انتهت الزيارة بشكل كارثي عندما أثار الزوار سخط مضيفيهم الكانديين بسلوكهم، فأدى الشجار إلى مقتل دي فيرت وعددٍ من حاشيته.
توفي فيمالاداراماسوريا عام 1604، وتولى ابن عمه سينارات العرش. كان سينارات ملزمًا بحياة الكهنة عندما توفي الملك، لكنه غادر سانغا وتزوج دونا كاثرينا. غزا كوروفيتا رالا، وهو أمير يوفا المنحدر من سلالة كارافا، مملكة كاندي ودحر سينارات خارج العاصمة. في عام 1661، استولت القوات البرتغالية على كاندي بناءً على طلب مدعي العرش، مايادوني من يوفا، وأحرقت المدينة مرة أخرى. في عام 1619، خُلع كانكيني الثاني عن العرش وأُلحقت مملكة جفنا بالإمبراطورية البرتغالية. على الرغم من تلك العقبات، ظلّ سينارات ملكًا، وفي عام 1612، أبرم معاهدة مع شركة الهند الشرقية الهولندية. عندما جاءت المساعدة، كانت على هيئة أسطول من شركة الهند الشرقية الدنماركية، والذي وصل عام 1620 لكنه فشل في تأمين محيط ترينكومالي، وطُرد على يد البرتغاليين.
عزز البرتغاليون موقعهم خلال عشرينيات القرن السابع عشر، فبنوا حصونًا في كالوتارا وترينكومالي وباتيكالوا وساباراغاموا، وعملوا على ترقية حصونهم في كولمبو وغالي ومانيكاداوارا. تلقى البرتغاليون هزيمة فادحة في معركة راندينيفيلا في الثاني من شهر أغسطس عام 1630، والتي أدى فيها مقتل الفريق الأول البرتغالي كونستانتشينو جي سا جي نورونيا إلى اجتياح الكانديين سيلان البرتغالية. منع عدم الاستقرار الداخلي الكانديين مجددًا من تأمين ممتلكاتهم التي استحوذوا عليها، وبحلول زمن وفاة سينارات عام 1635، أصبحت الأراضي المنخفضة من سريلانكا مجددًا في قبضة البرتغاليين.